# ایستگاه راه‌آهن کن
ایستگاه راه‌آهن کن (فرانسوی: Gare de Cannes‎) یک ایستگاه راه‌آهن در شهر کن، فرانسه است.
این ایستگاه که در سال ۱۸۶۳ بنیان‌گذاری شده توسط شرکت اس‌ان‌سی‌اف مدیریت میشود و به راه‌آهن سراسری فرانسه متصل است.

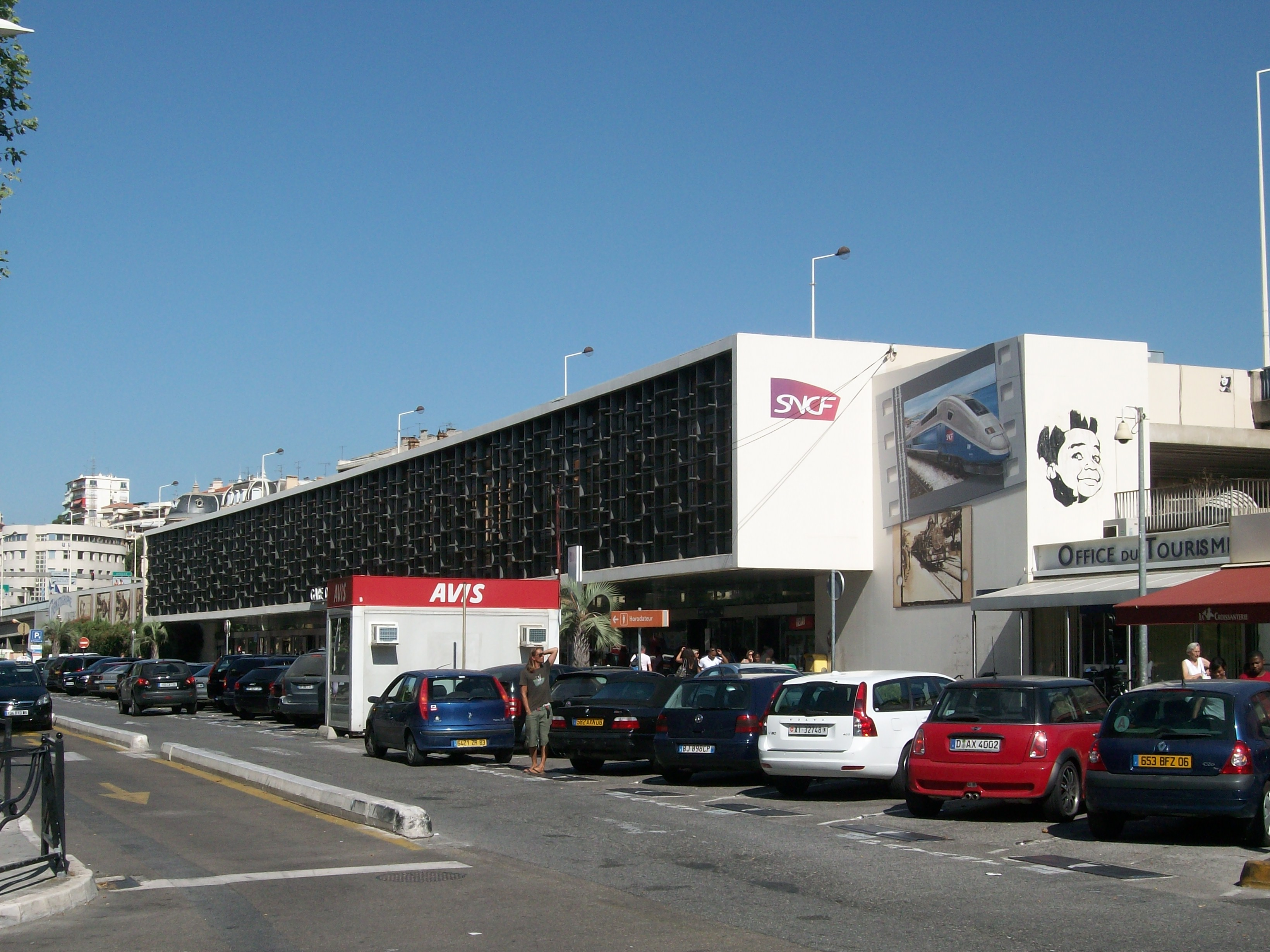
Gare de Cannes-Ville in 2010